# ساليف
ساليف (بالفرنسية: Salif) هو مغني مالي وفرنسي، ولد في 1982.

## وصلات خارجية
- الموقع الرسمي
- ساليف على موقع ميوزك برينز (الإنجليزية)
- ساليف على موقع ديسكوغز (الإنجليزية)